# 中川氏
中川氏是日本武家和華族的氏族。1594年，丰臣秀吉將豐後國岡7万石赐给中川氏，继续担任江户时代外樣大名的岡藩，直到明治维新后中川氏成为伯爵家族 。

## 概要
中川氏自称是清和源氏源賴光的后裔。中川氏出身于攝津國 ，中川清秀曾侍奉織田信長，成为拥有4万400石（也有说是12万石）领地的大名，不过信長逝世后，他侍奉丰臣秀吉以及参加在近江国大岩山的賤岳之戰并战死。 他的儿子秀政在1585年（天正13年）获得秀吉赐予的上播磨國三木1万石的追加封地。秀政在朝鲜去世后，其子秀成于1594年（文禄三年）被转移到丰后国，领地为7万400石。
在关原之战中，中川氏支持东军并被授予领地，并在江户时代的整个时期中中川氏持续统治岡藩（冈藩主） 。
明治维新时期，中川氏的最后一位继承家督的领主中川久成于1869年6月（明治2年）版籍奉还中转任岡藩知事，并一直担任该职位直到1871年（明治4年）的廢藩置縣。在1884年（明治17年）实施的華族令下，他作为前中藩知事以及成为伯爵家的一员。从淺野氏中被收为养子的中川久任伯爵曾担任过国光生命保险相互会社的社长和贵族院议员。
中川伯爵家的宅邸位于京都市右京區谷口園町，同时在神户市须磨区也有一栋别墅。